# 35239 Ottoseydl
1995 SH2 (asteroide 35239) é um asteroide da cintura principal. Possui uma excentricidade de 0.08312090 e uma inclinação de 1.40655º.
Este asteroide foi descoberto no dia 25 de setembro de 1995 por Miloš Tichý e Zdeněk Moravec em Kleť.